# Padilla lavatandroka
Padilla lavatandroka is een spinnensoort in de taxonomische indeling van de springspinnen (Salticidae).
Het dier behoort tot het geslacht Padilla. De wetenschappelijke naam van de soort werd voor het eerst geldig gepubliceerd in 2007 door Daniela Andriamalala.